# D.C.III DreamDays 〜ダ・カーポIII〜 ドリームデイズ
『D.C.III DreamDays 〜ダ・カーポIII〜 ドリームデイズ』は、CIRCUSより2017年9月29日に発売された恋愛アドベンチャーゲーム。

## 登場人物
芳乃 清隆
声 - なし
森園 立夏
声 - 芹なづな
芳乃 シャルル
声 - 藤邑鈴香
葛木 姫乃
声 - 森谷こころ
瑠川 さら
声 - 高梨琉衣
陽ノ下 葵
声 - 綾木さゆ
杉並
声 - 阿佐ヶ谷方南
美琴
声 - 水沢美音（降板）→姫川あいり
江戸川 耕助
声 - 米良奏真
江戸川 四季
声 - かがみありす
雪村 すもも
声 - 白月かなめ
上野 陽子
声 - 羽鳥いち
天枷 美夏
声 - かがみありす
小鳥遊 夕陽
声 - 小倉結衣
小日向 ゆず
声 - 宮代ゆず
芳乃さくら
声 - 北都南
桜内 音姫
声 - ひなき藍
朝倉 由夢
声 - きのみ聖
花咲 茜
声 - まきいづみ
雪村 杏
声 - 遠野そよぎ
月島小恋
声 - 立花あや
アイシア
声 - 桜ちとせ
桜内 桜姫
声 - 上田朱音

## 主題歌
1stオープニングテーマ「キミと僕のキセキ」
作詞 - yozuca* / 作曲 - yozuca* / 編曲 - lotta / 歌 - yozuca*
2ndオープニングテーマ「僕はキミでできている」
作詞 - yozuca* / 作曲・編曲 - Nekusam / 歌 - Rin'ca
挿入歌「MISTY LOVE」
作詞 - rino / 作曲・編曲 - rino / 歌 - CooRie
エンディングテーマ「未来トラベラー」
作詞 - yozuca* / 作曲・編曲 - Nekusam / 歌 - yozuca*